# Steinscher Hof

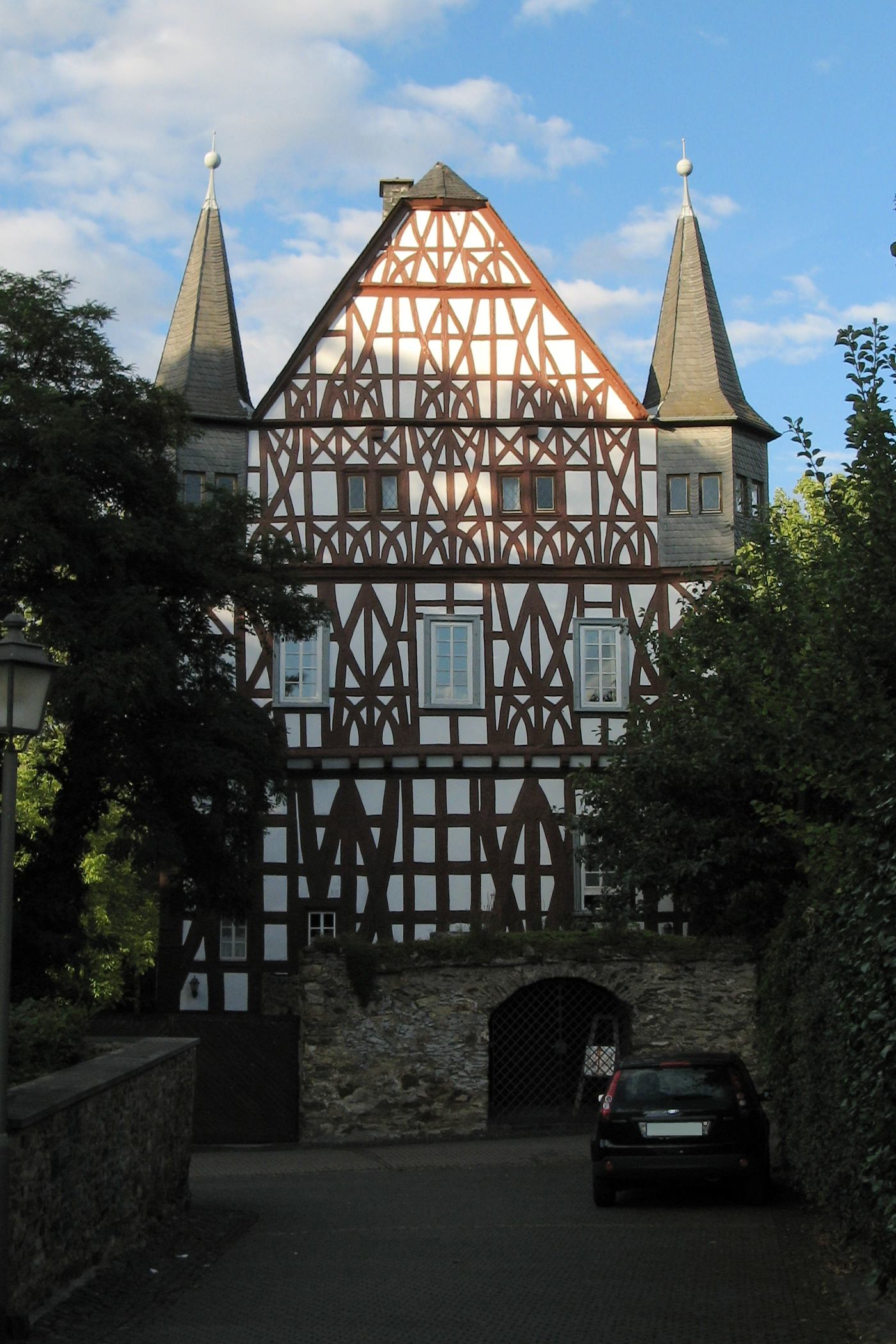
Steinscher Hof in Kirberg

Der Steinsche Hof in Kirberg, einem Ortsteil der Gemeinde Hünfelden im mittelhessischen Landkreis Limburg-Weilburg, wurde 1481 als Amtshaus derer von Reifenberg, ein im Spätmittelalter bestimmendes Adelsgeschlecht in Kirberg, errichtet. Das Fachwerkhaus an der Bubenheimer Straße 3 ist ein geschütztes Kulturdenkmal.

## Geschichte
Bereits im 16. Jahrhundert ging der Hof in den Besitz der Familie vom Stein über, die ihn bis 1895 als Witwensitz außerhalb ihres Stammschlosses in Nassau innehatte. Heinrich Friedrich Karl vom und zum Stein (1757–1831), bekannt als Freiherr vom Stein, besuchte Kirberg seit 1786 und überwachte die Verwaltung des umfangreichen Gutes. Für den Reformer und preußischen Staatsminister war die Begegnung mit den noch mittelalterlichen Agrarverhältnissen von Bedeutung. Steins Mutter ließ im Jahr 1746 das Hauptgebäude umbauen.

## Beschreibung
Das freistehende Herrenhaus ist ein repräsentativer Bau der Spätgotik. Über dem tonnengewölbten, von Arkaden und Rundpfeilern gestützten Weinkeller steht ein hohes Erdgeschoss und das darüberliegende Wohngeschoss.
Der Grundriss zeigt eine Quererschließung durch die mittlere, ursprünglich hohe Halle mit der später eingefügten Treppe. Von den 1746 abgebrochenen Erkertürmchen sind die Ecktürme rekonstruiert. Zwei weitere befanden sich vermutlich an den Langseiten über dem Haupteingang und als rückwärtiger Treppenturm.
Der Fachwerkaufbau hat im Erdgeschoss mächtige, überblattete Bogenstreben und horizontal durchlaufende, durch die Auffensterung unterbrochene Bänder aus Kreuzgefachen.